# Octogesima adveniens
Octogesima adveniens ist ein von Papst Paul VI. veröffentlichtes Apostolisches Schreiben.
Papst Paul VI. veröffentlichte am 14. Mai 1971 dieses Schreiben mit den Anfangsworten Octogesima adveniens, in dem er zu den politischen und sozialen Herausforderungen der Gegenwart Position bezieht. Adressiert war das Schreiben an den kanadischen Kurienkardinal Maurice Roy. Kardinal Roy war Präsident des päpstlichen Rates für Gerechtigkeit und Frieden, dessen Aufgabe die Förderung der katholischen Soziallehre ist. Diese Soziallehre, die ältere Überzeugungen des christlichen Gesellschaftsbildes aktualisiert, wurde von Papst Leo XIII. mit der Enzyklika Rerum novarum 1891 begründet. Papst Paul nahm somit den 80. Jahrestag (Octogesima) dieser Enzyklika zum Anlass für seine Ausführungen zu den Voraussetzungen einer gerechten Gesellschaftsordnung.
Im Mittelpunkt der Überlegungen, die Paul VI. in seinem Schreiben darlegt, steht die kritische Bewertung des technischen, wissenschaftlichen und wirtschaftlichen Fortschritts. Im Unterschied zu der eher fortschrittsoptimistischen Haltung seines Vorgängers Johannes XXIII. äußert sich Paul VI. mehrfach sorgenvoll und skeptisch zu den Entwicklungen der Gegenwart, etwa im Blick auf das rasante Wachstum städtischer Ballungsräume (Textziffer 8) oder die zunehmenden Sozialkonflikte infolge ungezügelter Industrialisierung (Zf. 9).
Weiter vertieft der Papst einige Themen, die bislang in der päpstlichen Soziallehre eher am Rande vorkamen. Insbesondere betont der Papst einen relativen Pluralismus politischer Überzeugungen in der Kirche und gesteht den Laien eine weitgehende Autonomie des politischen Handelns im Staat zu; jedoch bleibt es dem Lehramt vorbehalten, etwaige Grenzziehungen aus Gründen des Glaubens oder der Sitten vorzunehmen (so bei der Abtreibung, beim Völkermord, Terrorismus, Mafia).
Als erstes Schreiben kirchlicher Sozialethik diskutiert Octogesima adveniens auch die Problematik beschleunigter Umweltzerstörung in der Folge der Industrialisierung (Zf. 21). Seine Kritik an den modernen Praktiken der Naturausbeutung begründet der Papst mit dem kirchlichen Lehrsatz von der Bestimmung der Erdengüter für alle Menschen (Zf. 43). Paul VI. folgt damit im Grundsatz der in Rerum novarum dargelegten kirchlichen Eigentumslehre, nach der jedes Privateigentum unter dem obersten Grundsatz des usus communis, des Gemeingebrauchs steht, von dem kein Mensch ausgeschlossen werden darf. Anders als Leo XIII. wandte Paul VI. dieses Postulat allerdings auch auf die natürliche Umwelt an und betont die Verantwortung vor den nachrückenden Generationen (Zf. 47). Damit nimmt Octogesima adveniens einzelne Motive des Nachhaltigkeitsprinzips vorweg.